# Deč
Deč (cyr. Деч) – wieś w Serbii, w Wojwodinie, w okręgu sremskim, w gminie Pećinci. W 2011 roku liczyła 1491 mieszkańców.